# Herman Feshbach
Herman Feshbach (Nueva York, Estados Unidos, 2 de febrero de 1917-Cambridge, Massachusetts, Estados Unidos, 22 de diciembre de 2000) fue un físico estadounidense. Fue profesor emérito de física en el MIT. Es conocido por la resonancia de Feshbach y por escribir junto a Philip M. Morse el libro Methods of Theoretical Physics.

## Formación
Feshbach se graduó en la Universidad de la Ciudad de Nueva York en 1937. Era miembro de la misma familia que Murray Feshbach, sovietólogo y profesor retirado de la Universidad de Georgetown. Obtuvo su doctorado en física en el MIT en 1942. En 1947, fue uno de los asistentes a la Conferencia de Shelter Island.

## Carrera
Feshbach fue invitado a permanecer en el MIT tras completar su doctorado. Permaneció en la institución durante más de cincuenta años. Entre 1967 y 1973, fue director del Centro de Física Teórica del MIT, y entre 1973 y 1983, fue director del departamento de física. En 1983, Feshbach alcanzó la categoría de Institute Professor, la más alta en el MIT.

### Activismo
Feshbach estuvo activo en el movimiento por el desarme nuclear, y fue fundador y primer director de la Union of Concerned Scientists. En 1969, participó en una protesta contra la investigación militar en el MIT.
Se mostró preocupado por las condiciones de los científicos al otro lado de la Cortina de Hierro, y trabajó para establecer contactos entre los científicos occidentales y sus homólogos del Bloque del Este. Fue también defensor de la causa de Andréi Sájarov y otros refuseniks soviéticos. Su primer encuentro con Sájarov fue a mediados de la década de 1970. Escribió acerca de su liberación del exilio interno en un artículo en Physics Today.
Feshbach era un firme defensor de la igualdad de oportunidades, especialmente en la comunidad científica. Trabajó para aumentar el número de mujeres y miembros de minorías tanto en el departamento de física como en el MIT en general. A principios de la década de 1990, fue director del Comité de Igualdad de Oportunidades del MIT, que hizo recomendaciones para captar y contratar a más mujeres y miembros de minorías.

## Muerte
Falleció debido a un fallo cardiaco en el Youville Hospital de Cambridge a los 83 años.

## Premios y reconocimientos
Feshbach se convirtió en miembro de la Academia Nacional de Ciencias en 1969, y fue presidente de la American Physical Society entre 1980 y 1981. De 1982 a 1986, fue presidente de la Academia Estadounidense de las Artes y las Ciencias.
En 1986, recibió la Medalla Nacional de Ciencia.
En 1984, el departamento de física del MIT reconoció a Feshbach por sus décadas de servicio celebrando anualmente las Herman Feshbach Lectures. También crearon una Cátedra Herman Feshbach en 1999 para apoyar a los físicos teóricos, que desde entonces ocupa Frank Wilczek.
La American Physical Society entrega anualmente desde 2014 el Premio Herman Feshbach en Física Nuclear Teórica, nombrado en su honor.